# Джек Г'юз
Джек Г'юз (англ. Jack Hughes; 14 травня 2001, Орландо) — американський хокеїст, центральний нападник клубу НХЛ «Нью-Джерсі Девілс».
Молодший брат Квінна Г'юза також хокеїста НХЛ.

## Ігрова кар'єра
Хокейну кар'єру розпочав виступами в одному із клубів Великої Торонтської ліги. Наступний рік відіграв за «Торонто Мальборос».
У 2017 потрапив до системи з розвитку юніорського хокею США. Одночасно виступав за юніорські команди U17 та U18 ледве не побивши рекорд Остона Метьюса. За підсумками сезону він отримав приз, як найкращий гравець США в юніорському хокеї.
Упродовж сезону 2018–19 Джек побив усі рекорди Клейтона Келлера юніорського хокею США.
21 червня 2019 року був обраний на драфті НХЛ під 1-м загальним номером командою «Нью-Джерсі Девілс». 12 липня Г'юз підписав трирічний контракт початкового рівня з «дияволами». 17 жовтня Джек набрав перше очко в НХЛ у матчі проти «Нью-Йорк Рейнджерс». Через два дні він записав до свого активу перший гол у переможній грі 1–0 над «Ванкувер Канакс».

## На рівні збірних
У складі юніорської збірної США на юніорському турнірі в Росії був обраний найціннішим гравцем турніру, також визнаний одним з найкращих нападників турніру. Став найрезультативним гравцем першості.
У складі молодіжної збірної США брав участь у молодіжному чемпіонаті світу 2019.
На юніорській першості 2019 року Джек побив рекорд Олександра Овечкіна.
1 травня 2019 разом із старшим братом потрапив до списку національної збірної для участі на чемпіонаті світу 2019 року. У віці 17 років Г'юз став наймолодшим гравцем, який представляв команду США на чемпіонаті світу. 6 грудня 2019 клуб Джека «Нью-Джерсі Девілс» оголосив, що не відпустить гравця на молодіжний чемпіонат світу 2020 року.

## Нагороди та досягнення
- Учасник матчу усіх зірок НХЛ — 2022, 2023, 2024.[18][19][20]

## Статистика

### Клубні виступи
| Сезон        | Клуб                 | Ліга         | Регулярний сезон | Регулярний сезон | Регулярний сезон | Регулярний сезон | Регулярний сезон | Плей-оф | Плей-оф | Плей-оф | Плей-оф | Плей-оф |
| Сезон        | Клуб                 | Ліга         | І                | Г                | П                | О                | ШХ               | І       | Г       | П       | О       | ШХ      |
| ------------ | -------------------- | ------------ | ---------------- | ---------------- | ---------------- | ---------------- | ---------------- | ------- | ------- | ------- | ------- | ------- |
| 2016–17      | «Торонто Мальборос»  | ВТЮХЛ        | 33               | 23               | 50               | 73               | 4                | —       | —       | —       | —       | —       |
| 2016–17      | «Джорджтаун Рейдерс» | ОЮХЛ         | —                | —                | —                | —                | —                | 9       | 1       | 2       | 3       | 2       |
| 2017–18      | США                  | ХЛСШ         | 27               | 21               | 33               | 54               | 10               | —       | —       | —       | —       | —       |
| 2018–19      | США                  | ХЛСШ         | 24               | 12               | 36               | 48               | 4                | —       | —       | —       | —       | —       |
| 2019–20      | «Нью-Джерсі Девілс»  | НХЛ          | 61               | 7                | 14               | 21               | 10               | —       | —       | —       | —       | —       |
| 2020–21      | «Нью-Джерсі Девілс»  | НХЛ          | 56               | 11               | 20               | 31               | 16               | —       | —       | —       | —       | —       |
| 2021–22      | «Нью-Джерсі Девілс»  | НХЛ          | 49               | 26               | 30               | 56               | 0                | —       | —       | —       | —       | —       |
| 2022–23      | «Нью-Джерсі Девілс»  | НХЛ          | 78               | 43               | 56               | 99               | 6                | 12      | 6       | 5       | 11      | 2       |
| 2023–24      | «Нью-Джерсі Девілс»  | НХЛ          | 62               | 27               | 47               | 74               | 12               | —       | —       | —       | —       | —       |
| 2024–25      | «Нью-Джерсі Девілс»  | НХЛ          | 62               | 27               | 43               | 70               | 18               | —       | —       | —       | —       | —       |
| Усього в НХЛ | Усього в НХЛ         | Усього в НХЛ | 368              | 141              | 210              | 351              | 62               | 12      | 6       | 5       | 11      | 2       |

### Збірна
| Рік                | Команда            | Турнір             | Місце              | І  | Г  | П  | О  | ШХ |
| ------------------ | ------------------ | ------------------ | ------------------ | -- | -- | -- | -- | -- |
| 2017               | США                | U17                | 1                  | 6  | 5  | 10 | 15 | 2  |
| 2018               | США                | ЮЧС18              | 2                  | 7  | 5  | 7  | 12 | 2  |
| 2019               | США                | МЧС                | 2                  | 4  | 0  | 4  | 4  | 0  |
| 2019               | США                | U18                | 3                  | 7  | 9  | 11 | 20 | 8  |
| 2019               | США                | ЧС                 | 7-е                | 7  | 0  | 3  | 3  | 0  |
| Молодіжна збірна   | Молодіжна збірна   | Молодіжна збірна   | Молодіжна збірна   | 24 | 19 | 32 | 51 | 12 |
| Національна збірна | Національна збірна | Національна збірна | Національна збірна | 7  | 0  | 3  | 3  | 0  |